# Saint-Julien-les-Rosiers
Saint-Julien-les-Rosiers è un comune francese di 3 080 abitanti situato nel dipartimento del Gard, nella regione dell'Occitania.

## Società

### Evoluzione demografica
Abitanti censiti